# Campeonato Mundial de Natação em Piscina Curta de 2022 - 50 m livre masculino
A prova dos 50 metros nado livre masculino do Campeonato Mundial de Natação em Piscina Curta de 2022 foi disputada entre os dias 16 e 17 de dezembro de 2022, no Melbourne Sports and Aquatics Centre, em Melbourne, na Austrália.

## Recordes
Antes desta competição, os recordes mundiais e do campeonato nesta prova eram os seguintes:
|                       | Nome             | Nacionalidade  | Tempo | Local     | Data                   |
| --------------------- | ---------------- | -------------- | ----- | --------- | ---------------------- |
| Recorde mundial       | Caeleb Dressel   | Estados Unidos | 20.16 | Budapeste | 21 de novembro de 2020 |
| Recorde do campeonato | Florent Manaudou | França         | 20.26 | Doha      | 5 de dezembro de 2014  |

## Medalhistas
| Ouro                | Prata           | Bronze             |
| Jordan Crooks (CAY) | Ben Proud (GBR) | Dylan Carter (TTO) |

## Cronograma
Todos os horários são locais (UTC+11). 
| Data           | Hora  | Evento        |
| -------------- | ----- | ------------- |
| 16 de dezembro | 12:14 | Eliminatórias |
| 16 de dezembro | 20:41 | Semifinal     |
| 17 de dezembro | 21:39 | Final         |

## Resultados

### Eliminatórias
As eliminatórias ocorreram no dia 16 de dezembro com início às 12:14.
| Colocação | Bateria | Raia | Nadador              | Nacionalidade                   | Tempo | Notas            |
| --------- | ------- | ---- | -------------------- | ------------------------------- | ----- | ---------------- |
| 1         | 6       | 3    | Jordan Crooks        | Ilhas Caimã                     | 20.36 | Q,               |
| 2         | 9       | 4    | Dylan Carter         | Trinidad e Tobago               | 20.70 | Q,               |
| 3         | 11      | 4    | Ben Proud            | Reino Unido                     | 20.88 | Q                |
| 4         | 10      | 3    | Florent Manaudou     | França                          | 20.94 | Q                |
| 4         | 9       | 2    | Ian Ho               | Hong Kong                       | 20.99 | Q,               |
| 6         | 8       | 2    | Lewis Burras         | Reino Unido                     | 21.00 | Q                |
| 6         | 11      | 5    | Szebasztián Szabó    | Hungria                         | 21.00 | Q                |
| 8         | 8       | 5    | Michael Andrew       | Estados Unidos                  | 21.02 | Q, RET           |
| 9         | 10      | 4    | Kyle Chalmers        | Austrália                       | 21.09 | Q                |
| 10        | 10      | 6    | Vladyslav Bukhov     | Ucrânia                         | 21.13 | Q                |
| 10        | 11      | 3    | Maxime Grousset      | França                          | 21.13 | Q                |
| 12        | 11      | 6    | Kosuke Matsui        | Japão                           | 21.17 | Q                |
| 12        | 10      | 2    | Alessandro Miressi   | Itália                          | 21.17 | Q                |
| 14        | 9       | 5    | Kristian Gkolomeev   | Grécia                          | 21.21 | Q                |
| 15        | 9       | 7    | Leonardo Deplano     | Itália                          | 21.25 | Q                |
| 16        | 10      | 8    | Matej Duša           | Eslováquia                      | 21.29 | Q,               |
| 17        | 10      | 7    | Teong Tzen Wei       | Singapura                       | 21.30 | Q                |
| 18        | 7       | 6    | Meiron Cheruti       | Israel                          | 21.33 |                  |
| 18        | 9       | 3    | Kenzo Simons         | Países Baixos                   | 21.33 |                  |
| 18        | 9       | 8    | Daniel Zaitsev       | Estónia                         | 21.33 | Recorde nacional |
| 21        | 10      | 5    | Thom de Boer         | Países Baixos                   | 21.35 |                  |
| 22        | 11      | 8    | Ali Khalafalla       | Egito                           | 21.36 | Recorde nacional |
| 23        | 7       | 8    | Nikola Miljenić      | Croácia                         | 21.37 |                  |
| 24        | 7       | 4    | David Curtiss        | Estados Unidos                  | 21.40 |                  |
| 25        | 11      | 1    | Grayson Bell         | Austrália                       | 21.42 |                  |
| 24        | 11      | 7    | Heiko Gigler         | Áustria                         | 21.42 |                  |
| 27        | 8       | 3    | Nicholas Lia         | Noruega                         | 21.43 |                  |
| 28        | 6       | 2    | Lamar Taylor         | Bahamas                         | 21.45 | Recorde nacional |
| 29        | 8       | 6    | Isak Eliasson        | Suécia                          | 21.47 |                  |
| 30        | 8       | 7    | Cameron Gray         | Nova Zelândia                   | 21.50 | Recorde nacional |
| 31        | 7       | 5    | Josha Salchow        | Alemanha                        | 21.52 |                  |
| 32        | 5       | 5    | Yang Jae-hoon        | Coreia do Sul                   | 21.54 | Recorde nacional |
| 32        | 9       | 6    | Karol Ostrowski      | Polónia                         | 21.54 |                  |
| 34        | 11      | 2    | Masahiro Kawane      | Japão                           | 21.55 |                  |
| 35        | 7       | 1    | Julien Henx          | Luxemburgo                      | 21.57 | Recorde nacional |
| 36        | 7       | 3    | Aleksey Tarasenko    | Uzbequistão                     | 21.59 | Recorde nacional |
| 37        | 8       | 1    | Wang Haoyu           | China                           | 21.60 |                  |
| 38        | 8       | 8    | Mikel Schreuders     | Aruba                           | 21.61 | Recorde nacional |
| 39        | 10      | 1    | Emre Sakçı           | Turquia                         | 21.65 |                  |
| 40        | 7       | 7    | Pieter Coetze        | África do Sul                   | 21.68 |                  |
| 41        | 6       | 4    | Illia Linnyk         | Ucrânia                         | 21.73 |                  |
| 42        | 8       | 4    | Pedro Spajari        | Brasil                          | 21.84 |                  |
| 43        | 6       | 5    | Xander Skinner       | Namíbia                         | 21.85 | Recorde nacional |
| 44        | 6       | 1    | Deniel Nankov        | Bulgária                        | 21.89 |                  |
| 45        | 5       | 3    | Wu Chun-feng         | Taipé Chinesa                   | 22.05 |                  |
| 46        | 5       | 4    | Adi Mešetović        | Bósnia e Herzegovina            | 22.27 |                  |
| 47        | 6       | 7    | Artur Barseghyan     | Armênia                         | 22.30 | Recorde nacional |
| 48        | 5       | 6    | Steven Aimable       | Senegal                         | 22.42 | Recorde nacional |
| 49        | 5       | 2    | Hansel McCaig        | Fiji                            | 22.61 | Recorde nacional |
| 50        | 5       | 7    | Bradley Vincent      | Ilhas Maurícias                 | 22.76 |                  |
| 51        | 6       | 8    | Bernat Lomero        | Andorra                         | 22.93 |                  |
| 52        | 4       | 3    | Issa Al-Adawi        | Omã                             | 23.60 |                  |
| 53        | 5       | 1    | Alassane Seydou      | Níger                           | 23.64 |                  |
| 54        | 5       | 8    | Leon Seaton          | Guiana                          | 23.65 |                  |
| 55        | 3       | 4    | Brandon Schuster     | Samoa                           | 23.71 |                  |
| 56        | 1       | 3    | Aryen Muravvej       | Federação de membros suspensos  | 24.08 |                  |
| 57        | 4       | 1    | Mahmoud Abu Gharbieh | Palestina                       | 24.20 |                  |
| 58        | 4       | 2    | Myagmaryn Delgerkhüü | Mongólia                        | 24.21 |                  |
| 59        | 4       | 4    | Md Asif Reza         | Bangladesh                      | 24.24 |                  |
| 60        | 4       | 6    | Martin Muja          | Kosovo                          | 24.31 |                  |
| 61        | 4       | 7    | Josh Tarere          | Papua-Nova Guiné                | 24.35 |                  |
| 62        | 4       | 8    | Clinton Opute        | Nigéria                         | 24.47 |                  |
| 63        | 4       | 5    | Hilal Hilal          | Tanzânia                        | 24.84 |                  |
| 64        | 3       | 2    | Cedrick Niyibizi     | Ruanda                          | 24.95 |                  |
| 65        | 9       | 1    | Yuri Kisil           | Canadá                          | 25.14 |                  |
| 66        | 2       | 8    | Shahbaz Khan         | Paquistão                       | 25.16 |                  |
| 67        | 3       | 6    | Travis Sakurai       | Palau                           | 25.57 |                  |
| 68        | 3       | 2    | Yann Douma           | República do Congo              | 26.33 |                  |
| 69        | 3       | 7    | Kyler Kihleng        | Estados Federados da Micronésia | 26.47 |                  |
| 70        | 1       | 5    | Ezuldeen Qatat       | Líbia                           | 26.52 |                  |
| 71        | 3       | 3    | Edgar Iro            | Ilhas Salomão                   | 26.62 |                  |
| 72        | 1       | 6    | Pap Jonga            | Gâmbia                          | 26.73 |                  |
| 73        | 3       | 1    | Phillip Kinono       | Ilhas Marshall                  | 26.86 |                  |
| 74        | 3       | 8    | Fahim Anwari         | Afeganistão                     | 27.30 |                  |
| 75        | 1       | 4    | Cameron Jele         | Essuatíni                       | 28.23 |                  |
| 76        | 2       | 3    | Jolanio Guterres     | Timor-Leste                     | 29.09 |                  |
| 77        | 2       | 6    | Sheku Bangura        | Serra Leoa                      | 29.38 |                  |
| 78        | 2       | 2    | Magnim Daou          | Togo                            | 30.39 |                  |
| 79        | 2       | 1    | Terence Tengue       | República Centro-Africana       | DNS   | DNS              |
| 79        | 2       | 4    | Fodé Camara          | Guiné                           | DNS   | DNS              |
| 79        | 2       | 5    | Hakim Youssouf       | Comores                         | DNS   | DNS              |
| 79        | 2       | 7    | Hugo Nguichie        | Camarões                        | DNS   | DNS              |
| 79        | 6       | 6    | Sina Gholampour      | Irão                            | DNS   | DNS              |
| 79        | 7       | 2    | Sergio de Celis      | Espanha                         | DNS   | DNS              |

### Semifinal
A semifinal ocorreu no dia 16 de dezembro com início às 20:41.
| Colocação | Bateria | Raia | Nadador            | Nacionalidade     | Tempo | Notas            |
| --------- | ------- | ---- | ------------------ | ----------------- | ----- | ---------------- |
| 1         | 2       | 4    | Jordan Crooks      | Ilhas Caimã       | 20.31 | Q,               |
| 2         | 2       | 5    | Ben Proud          | Reino Unido       | 20.76 | Q                |
| 3         | 2       | 6    | Szebasztián Szabó  | Hungria           | 20.83 | Q                |
| 4         | 1       | 6    | Kyle Chalmers      | Austrália         | 20.91 | Q                |
| 5         | 1       | 3    | Lewis Burras       | Reino Unido       | 20.94 | Q                |
| 5         | 1       | 4    | Dylan Carter       | Trinidad e Tobago | 20.94 | Q                |
| 7         | 1       | 5    | Florent Manaudou   | França            | 20.95 | Q                |
| 8         | 1       | 2    | Maxime Grousset    | França            | 20.97 | Q                |
| 9         | 2       | 3    | Ian Ho             | Hong Kong         | 21.04 |                  |
| 10        | 2       | 1    | Kristian Gkolomeev | Grécia            | 21.08 |                  |
| 11        | 1       | 8    | Teong Tzen Wei     | Singapura         | 21.09 | Recorde nacional |
| 12        | 1       | 1    | Leonardo Deplano   | Itália            | 21.12 |                  |
| 13        | 2       | 7    | Alessandro Miressi | Itália            | 21.13 |                  |
| 14        | 2       | 2    | Vladyslav Bukhov   | Ucrânia           | 21.29 |                  |
| 15        | 2       | 8    | Matej Duša         | Eslováquia        | 21.35 |                  |
| 16        | 1       | 7    | Kosuke Matsui      | Japão             | 21.42 |                  |

### Final
A final foi realizada no dia 17 de dezembro com início às 21:39.
| Colocação         | Raia | Nadador           | Nacionalidade     | Tempo | Notas |
| ----------------- | ---- | ----------------- | ----------------- | ----- | ----- |
| Medalha de ouro   | 4    | Jordan Crooks     | Ilhas Caimã       | 20.46 |       |
| Medalha de prata  | 5    | Ben Proud         | Reino Unido       | 20.49 |       |
| Medalha de bronze | 7    | Dylan Carter      | Trinidad e Tobago | 20.72 |       |
| 4                 | 3    | Szebasztián Szabó | Hungria           | 20.84 |       |
| 5                 | 8    | Maxime Grousset   | França            | 20.90 |       |
| 6                 | 1    | Florent Manaudou  | França            | 20.91 |       |
| 7                 | 6    | Kyle Chalmers     | Austrália         | 20.92 |       |
| 8                 | 2    | Lewis Burras      | Reino Unido       | 20.95 |       |

Legenda
| Recorde mundial       | Recorde mundial (World record)               |                       | Recorde africano                      | Recorde africano (African) |                                           | Q | Classificado por posição (Qualified) |
| Recorde do campeonato | Recorde do campeonato (Championship record)  | Recorde da América    | Recorde da América (Americas)         | q                          | Classificado por melhor tempo (Qualified) |   |                                      |
| Melhor marca do ano   | Melhor marca do ano (World leading)          | Recorde asiático      | Recorde asiático (Asian)              | DNS                        | Não largou (Did not start)                |   |                                      |
| Recorde nacional      | Recorde nacional (National record)           | Recorde europeu       | Recorde europeu (European)            | DNF                        | Não terminou (Did not finish)             |   |                                      |
| Recorde pessoal       | Recorde pessoal do atleta (Personal best)    | Recorde da Oceania    | Recorde da Oceania (Oceania)          | DSQ / DQ                   | Desclassificado (Disqualified)            |   |                                      |
| Recorde da temporada  | Recorde da temporada do atleta (Season best) | Recorde sul-americano | Recorde sul-americano (South America) | NM                         | Sem marca (No mark)                       |   |                                      |